# Miriamrothschildia mahensis
Miriamrothschildia mahensis är en kackerlacksart som beskrevs av Roth, L. M. 2002. Miriamrothschildia mahensis ingår i släktet Miriamrothschildia och familjen småkackerlackor. IUCN kategoriserar arten globalt som starkt hotad.
Artens utbredningsområde är Seychellerna. Inga underarter finns listade i Catalogue of Life.